# Harry Nilsson
Harry Edward Nilsson III (Brooklyn (New York), 15 juni 1941 – Agoura Hills (Californië), 15 januari 1994) was een Amerikaans componist, pianist, zanger en gitarist. Bijna al zijn werk werd onder de naam Nilsson uitgegeven. Aan het eind van de jaren zestig vertolkte hij met succes het liedje "Everybody's Talkin'" en in 1971 brak hij door met het album Nilsson Schmilsson. Hij trad zeer zelden op in televisieshows.

## Biografie
Nilsson werd geboren in New York. Kort na de Tweede Wereldoorlog liet zijn vader het gezin in de steek en verhuisde de jonge Nilsson met zijn moeder naar Californië, waar hij de rest van zijn leven doorbracht. In de avonduren werkte hij bij een bank en overdag schreef Nilsson liedjes voor muziekuitgevers. Enkele hiervan werden in 1964 door Mercury Records als singles uitgegeven, waarvoor Nilsson gebruikmaakte van de artiestennamen Johnny Niles, Foto-Fi Four en Bo Pete. Hij zong kortstondig bij de New Salvation Singers. Het lukte hem aanvankelijk niet om als artiest bekend te raken. Zijn composities werden echter wel opgenomen door bekende muziekgroepen en artiesten, onder wie The Monkees, The Yardbirds, Lulu en Blood, Sweat & Tears. Hij schreef tevens drie liedjes voor Phil Spector, die gespeeld werden door The Ronettes en het Modern Folk Quartet. In 1966 gaf Tower Records een compilatie van zijn eerste werk uit met als titel Spotlight on Nilsson.
Nadat hij in 1967 een contract tekende bij RCA Records werd zijn eerste studioalbum uitgegeven, getiteld Pandemonium Shadow Show, dat bij het publiek nauwelijks aansloeg. Het ontving wel positieve recensies en toenmalig Beatleslid John Lennon toonde zich een groot liefhebber van zijn muziek. Bij een persconferentie ter gelegenheid van de oprichting van Apple Records noemden Paul McCartney en hij Nilsson als hun favoriete artiest. Op Nilssons volgende album, Aerial Ballet, stond een vertolking van het door Fred Neil geschreven "Everybody's Talkin'". De singleversie hiervan werd een grote hit; hij bereikte de top tien in de Verenigde Staten en werd als themalied gebruikt in de door John Schlesinger geregisseerde film Midnight Cowboy (1969).
In november 1971 brak hij door met het album Nilsson Schmilsson, waarvan in de Verenigde Staten meer dan een miljoen exemplaren verkocht werden. De van dit album afkomstige single Without You" (oorspronkelijk van Badfinger) werd een nummer één-hit in de Billboard Hot 100 en bezorgde Nilsson in 1972 een Grammy Award. Ook door de film the Point, waarvoor Nilsson de muziek schreef en uitvoerde, die ook als L.P. werd uitgebracht met het verhaal verteld door Harry Nilsson zelf. In dat jaar oogstte Nilsson ook succes met de singles "Coconut", "Jump Into the Fire" en "Space Man". Nilsson werkte vervolgens samen met Ringo Starr aan de film Son of Dracula (1974). Hij was bevriend met John Lennon tijdens diens verlaten van Yoko Ono. Lennon produceerde zijn volgende album, Pussy Cats. Tijdens de opnamen scheurde Nilsson een van zijn stembanden, waardoor hij niet meer in staat was om te zingen. Pussy Cats was het laatste album van Nilsson dat de Amerikaanse top honderd bereikte. Intussen verloor zijn label, RCA Records, interesse en het album Knnillssonn werd niet uitgegeven.
In de jaren tachtig trok Nilsson, wiens stemband permanent beschadigd was, zich terug uit de muziekindustrie. In 1988 werd nog wel het album A Little Touch of Schmilsson in the Night uitgegeven. Begin jaren 90 bleek zijn manager ervandoor met zijn geld en een faillissement dreigde. Nadat hij in 1993 een hartaanval kreeg, begon hij weer nieuwe liedjes te schrijven en op te nemen. Enkele dagen na de laatste opnamen van het nimmer uitgegeven album Papa's Got a Brown New Robe overleed Nilsson aan een tweede hartaanval. Het duurde tot 2019 tot de laatste opnamen werden geremixt door Mark Hudson en het album onder de naam "Losst and Founnd" uitkwam.

## Discografie
- Spotlight on Nilsson (1966)
- The Pandemonium Shadow Show (1967)
- Aerial Ballet (1968)
- Harry (1969)
- Skidoo (1969, soundtrack)
- Nilsson Sings Newman (1970)
- The Point! (1970, soundtrack)
- Nilsson Schmilsson (1971)
- Son of Schmilsson (1972)
- A Little Touch of Schmilsson in the Night (1973)
- Son of Dracula (1974, soundtrack met Ringo Starr)
- Pussy Cats (1974, met John Lennon)
- Duit On Mon Dei (1975)
- Sandman (1976)
- That's the Way It Is (1976)
- Knnillssonn (1977)
- Flash Harry (1980)
- Popeye (1980, soundtrack)
- A Touch More Schmilsson in the Night (1988)

### NPO Radio 2 Top 2000
| Nummers met noteringen in de NPO Radio 2 Top 2000 | '99  | '00  | '01  | '02  | '03  | '04  | '05  | '06  | '07  | '08  | '09  | '10  | '11  | '12  | '13  | '14  |
| ------------------------------------------------- | ---- | ---- | ---- | ---- | ---- | ---- | ---- | ---- | ---- | ---- | ---- | ---- | ---- | ---- | ---- | ---- |
| Everybody's Talkin'                               | 1028 | 1489 | 1494 | 1295 | 1453 | 1569 | 1821 | 1775 | 1638 | 1632 | -    | -    | -    | -    | -    | -    |
| Without You                                       | 742  | 907  | 859  | 790  | 952  | 1105 | 1021 | 1096 | 1416 | 1111 | 1618 | 1581 | 1519 | 1674 | 1607 | 1655 |

1. ↑  Een '-' betekent dat het nummer niet was genoteerd en een vetgedrukt getal geeft de hoogste notering van een nummer aan.
2. ↑  Deze tabel is bijgewerkt tot en met de laatste editie (2024).